# Alexander Lonquich
Alexander Lonquich (augustus 1960, Trier) is een Duitse pianist .

## Biografie
Zijn vader is de Duitse componist Heinz Martin Lonquich. Alexander studeerde piano bij Astrid Schmid-Neuhaus, Paul Badura-Skoda, Andrzej Jasiński en Ilona Deckers. In 1977, toen hij 16 jaar oud was, won hij de eerste prijs op pianowedstrijd Concorso Pianistico Internazionale Alessandro Casagrande.
Zijn eerste album verscheen in 1981, bij Deutsche Grammophon. Deze solo-lp met werk van Schönberg en Schumann werd nooit heruitgebracht op cd.
Hij maakte kamermuziek met Auryn Quartet, Artemis Quartet, Nicolas Altstaedt, Renaud Capuçon, Gautier Capuçon, Veronika Hagen, Heinz Holliger, Steven Isserlis, Leonidas Kavakos, Isabelle van Keulen, Sabine Meyer, Heinrich Schiff, Christian Tetzlaff, Jörg Widmann, Carolin Widmann, Tabea Zimmermann en Frank Peter Zimmermann. Met violiste Carolin Widmann voerde hij in 2008 Olivier Messiaens Quatuor pour la fin du temps uit tijdens het openingsconcert van het Salzburger Festspiele. In 2012 speelden ze opnieuw samen tijdens uitvoeringen van gefaltet, een choreografisch concert van choreografe Sasha Waltz en componist Mark Andre, tijdens de Mozartwoche van de Mozarteum Foundation in Salzburg, op de Berliner Festspiele en in de Opéra de Lille. In 2017 speelde het duo in Bozar in Brussel, met een programma van Brahms, Janáček en Strauss.
Lonquich treedt vaak op als solist. In 2015 speelde hij in Concertgebouw Brugge. Vaak concerteert hij in de dubbelfunctie dirigent/solist, bij orkesten zoals Münchener Kammerorchester, Kammerorchester Basel, Orchestra da Camera di Mantova, Deutsche Kammerphilharmonie Bremen, Stuttgarter Kammerorchester, Mahler Chamber Orchestra, Orchestre des Champs-Elysées, Royal Philharmonic Orchestra, NDR Elbphilharmonie Orchester, Accademia Nazionale di Santa Cecilia in Rome en Orchestra Sinfonica Nazionale della Rai in Turijn. Hij werkt zeer regelmatig samen met Camerata Salzburg, waarmee hij in 2019 in deSingel in Antwerpen en Concertgebouw Brugge optrad, met een programma van Haydn, Sjostakovitsj en Mozart.
Hij speelde zelf onder leiding van dirigenten als Claudio Abbado, Heinz Holliger, Ton Koopman, Emmanuel Krivine, Mark Minkowski, Kurt Sanderling, Sándor Végh, Joeri Basjmet, Philippe Herreweghe en met orkesten als de Wiener Philharmoniker, Tonhalle Orchestra Zurich, Royal Philharmonic Orchestra, Düsseldorfer Symphoniker, Orchestre philharmonique du Luxembourg, Filarmonica della Scala, WDR Sinfonieorchester Köln, Düsseldorfer Symphoniker, Tsjechisch Filharmonisch Orkest, Hungarian National Philharmonic Orchestra en het hr-Sinfonieorchester van Frankfurt. Hij speelde op festivals zoals Klavier-Festival Ruhr, Schleswig-Holstein Musik Festival, Lucerne Festival, Cheltenham Festival, Edinburgh Festival, Kissinger Sommer, Schubertiade Schwarzenberg, Kammermusikfest Lockenhaus en Beethovenfest Bonn.
In 1991 huwde Lonquich met de Italiaanse pianiste Cristina Barbuti. Sinds 2002 treedt het echtpaar op als pianoduo. Samen met zijn zoon, klarinettist Tommaso Lonquist nam hij in 2018 de CD Moonwalk op.

## Onderscheidingen
In 1992 ontving hij de Diapason d’Or, voor zijn opnames van werken van Mozart.
In 1991/92 ontving hij de Premio Franco Abbiati della critica musicale italiana voor "Miglior complesso", samen met Franck Peter Zimmermann.
In 1994 kreeg hij samen met Zimmermann de Edison Klassiek kamermuziekprijs.
In 2017 ontving hij de Premio Franco Abbiati della critica musicale italiana voor "Miglior solista".

## Discografie (selectie)[23]
- 1981 Alexander Lonquich: Alexander Lonquich Piano (Deutsche Gramophon)
- 1984 Michael Faust, Alexander Lonquich: Messiaen / Bach / Berio / Schubert (Harmonia Mundi)
- 1988 Frank Peter Zimmermann, Alexander Lonquich: Sonaten Für Klavier Und Violine. K379, K454 & K526 van Mozart (EMI Digital)
- 1991 Alexander Lonquich: Klavierstücke van Mozart (EMI Classics)
- 2004 Alexander Lonquich: Plainte Calme (ECM)
- 2008 Alexander Lonquich: Robert Schumann / Heinz Holliger (ECM)
- 2012 Carolin Widmann, Alexander Lonquich: Franz Schubert. Fantasie in C majeur / Rondo in B mineur / Sonate in A majeur (ECM)
- 2018 Tommaso en Alexander Lonquich: Moonwalk. Ferruccio Busoni . Elegie in Eb Major BV 286 / Johannes Brahms. Sonates op. 120 nr. 1 & 2 / Claude Debussy. Petite Piéce / Camille Saint-Saens. Sonata in Eb Major op. 167 / Max Reger. Tarantella WoO II/12, NovAntiqua Records.
- 2020 Alexander Lonquich, Nicolas Altstaedt: Complete Works For Fortepiano And Violoncello van Ludwig van Beethoven (Alpha Productions)